# George H. Durand

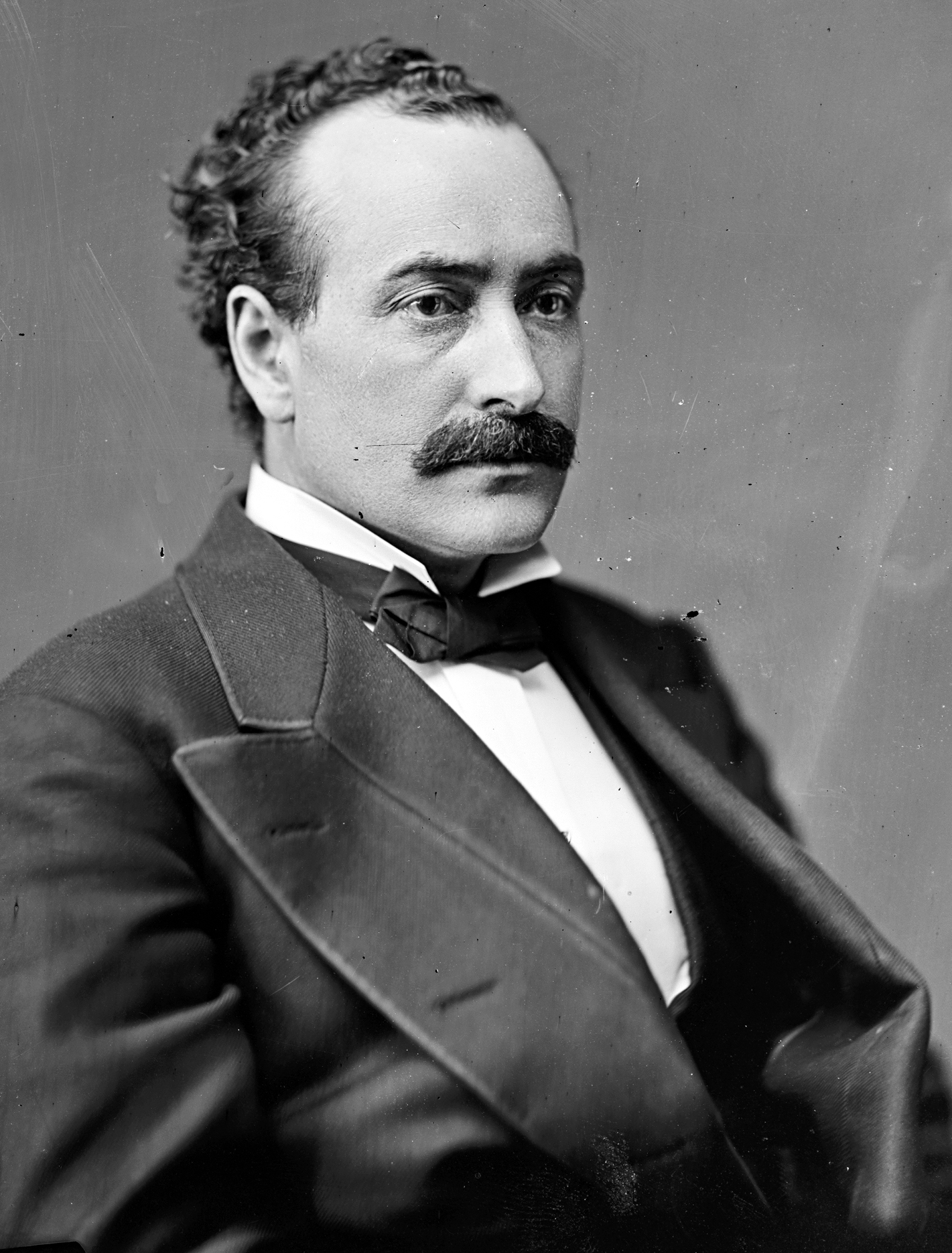
George H. Durand

George Harman Durand (* 21. Februar 1838 in Cobleskill, Schoharie County, New York; † 8. Juni 1903 in Flint, Michigan) war ein US-amerikanischer Jurist und Politiker. Zwischen 1875 und 1877 vertrat er den Bundesstaat Michigan im US-Repräsentantenhaus.

## Werdegang
George Durand besuchte die öffentlichen Schulen seiner Heimat und das Genesee Wesleyan Seminary in Lima. Im Jahr 1856 zog er nach Oxford in Michigan, wo er als Lehrer arbeitete. Nach einem anschließenden Jurastudium und seiner im Jahr 1858 erfolgten Zulassung als Rechtsanwalt begann er in Flint in seinem neuen Beruf zu arbeiten. Gleichzeitig schlug er als Mitglied der Demokratischen Partei eine politische Laufbahn ein.
Durand wurde Mitglied im Bildungsausschuss seiner neuen Heimatstadt Flint und saß von 1862 bis 1867 im Gemeinderat. In den Jahren 1873 und 1874 war er Bürgermeister von Flint. Bei den Kongresswahlen des Jahres 1874 wurde er im sechsten Wahlbezirk von Michigan in das US-Repräsentantenhaus in Washington, D.C. gewählt, wo er am 4. März 1875 die Nachfolge von Josiah Begole antrat. Da er bei den Wahlen des Jahres 1876 dem Republikaner Mark S. Brewer unterlag, konnte er bis zum 3. März 1877 nur eine Legislaturperiode im Kongress absolvieren.
Nach seinem Ausscheiden aus dem US-Repräsentantenhaus arbeitete George Durand zunächst wieder als Anwalt. Im Jahr 1892 wurde er vorübergehend zum Richter am Michigan Supreme Court berufen. Über viele Jahre hinweg war Durand Mitglied der Kommission zur Überprüfung der Staatsgesetze von Michigan (State board of law examiners). Zwischen 1893 und 1896 war er stellvertretender Sonderbundesstaatsanwalt in Oregon. Dort befasste er sich unter anderem mit Fällen des illegalen Opiumhandels. Danach hat er kein weiteres offizielles Amt mehr bekleidet. George Durand starb am 8. Juni 1903 in seinem Heimatort Flint, wo er auch beigesetzt wurde.